# Alfie Rogers
Alfred John Bolsover Rogers (* 6. Februar 1995 in Lancaster, England) ist ein neuseeländisch-englischer Fußballspieler.

## Karriere
Aus der Jugend von WaiBOP kommend (für dessen erste Mannschaft er auch zwei Einsätze hatte), ging er im Sommer 2015 in die erste Mannschaft von Auckland City über. Mit Auckland gewann er drei Mal die Meisterschaft, fünf Mal die Minor-Premiership, drei Mal die OFC Champions League sowie ein Mal den Charity Cup. Danach wechselte er in die U23, in der er nun noch als Spielertrainer aktiv war. Seit September 2023 gehört er wieder zum Kader der ersten Mannschaft und gewann mit dieser seither erneut die Meisterschaft sowie ein viertes Mal die Champions League.